# 闘鶏御田
闘鶏 御田（つげ の みた、生没年不詳）とは、古墳時代の人物で、木工（こだくみ）。

## 記録
「闘鶏」（つげ）は大和国山辺郡の地名で、奈良県旧都祁村、現奈良市に当たる。
『日本書紀』巻第十四によると、雄略天皇12年10月（推定468年）、木工の御田は勅命で始めて楼閣（たかどの）を建造した。
その時、伊勢の采女が現れて、
これを見た天皇は、御田が采女を犯したものと早合点して殺そうと思い、物部（刑吏）に渡した。この様子を見ていた秦酒公は琴で弾き語りをして、歌った。
天皇は「琴の声を悟りたまひて、其の罪を赦（ゆる）したまふ。」

## 考証
『日本書紀』巻第十四には「一本（あるふみ）に猪名部御田（いなべ の みた）と云ふは蓋（けだ）し誤（あやまり）なり」という註がつけられており、飯田武郷の『日本書紀通解』には「次なる猪名部真根を混へて伝へしなるべし」とある。このことについて、「猪名部」とは木工を専業とした品部であり、彼が「猪名部御田」と呼ばれていたとしても不思議ではないと加藤謙吉は述べている。続けて、物語の中に「伊勢の采女」が登場するところから、摂津国河辺郡から豊島郡（てしまぐん）にかけての猪名県（いなのあがた）、および伊勢国員弁郡などを拠点とした百済系列の猪名部氏ではないか、としており、秦氏と宮殿造営事業とのかかわりの中で見て行く必要があるのではないか、という問題提起をしている。